# Nesthorn
De Nesthorn is een drieduizender met een hoogte van 3.822 m in de Zwitserse Berner Alpen in het kanton Wallis. Hij maakt deel uit van het deelgebied van de Berner Alpen tussen Lötschental en de Rhônevallei dat culmineert in de Aletschhorn, gelegen ten noordoosten van de Nesthorn. De Bietschhorn ligt iets meer dan 6 km ten westzuidwesten.
In de directe omgeving ligt direct in het noorden de Beichgletsjer, die uitmondt in de Oberaletschgletsjer, gelegen ten noordoosten en oosten van de top. De Nesthorn daalt af naar deze gletsjer met steile wanden afgewisseld met firn. In het westen leidt een rotsachtige bergkam over de Gredetschjoch naar de Breithorn (3785 m boven zeeniveau). Op de zuidelijke flank ligt de Gredetschgletsjer. De Nesthorn is het noordelijke uiteinde van het Gredetschtal, een klassiek, vrij smal tien kilometer lang trogdal, dat pal naar het zuiden loopt en vijf kilometer ten westen van Brig uitmondt in het Rhônedal.
In 1865 werd de berg een eerste maal beklommen door de Britse alpinisten B. George en H. Mortimer, geassisteerd door de Zwitserse berggids Christian Almer en diens zoon. Ze volgden een route waar ze  de westelijke bergkam bereikten.
De Nesthorn ligt op het grondgebied van de gemeente Naters.

## Werelderfgoed
De Nesthorn is in december 2001 opgenomen op de UNESCO werelderfgoedlijst als onderdeel van de natuurerfgoed inschrijving Zwitserse Alpen Jungfrau-Aletsch erkend tijdens de 25e sessie van de Commissie voor het Werelderfgoed in Helsinki. De site wordt erkend als toonbeeld van de vorming van de Hoge Alpen, met de meeste gletsjers en de grootste gletsjer in Eurazië. Het Alpengebied beschikt over een grote diversiteit aan ecosystemen, met inbegrip van successiestadia (voornamelijk door de terugtrekking van gletsjers als gevolg van de klimaatverandering). De plek is van universele waarde, vanwege zowel haar schoonheid als de schat aan informatie over de vorming van bergen en gletsjers, maar ook vanwege klimaatveranderingen en ecologische en biologische processen.